# Morant Bay
Morant Bay är en parishhuvudort i Jamaica.   Den ligger i parishen Parish of Saint Thomas, i den östra delen av landet, 40 km öster om huvudstaden Kingston. Morant Bay ligger 22 meter över havet och antalet invånare är 9 368. Den ligger på ön Jamaica.
Terrängen runt Morant Bay är huvudsakligen kuperad, men den allra närmaste omgivningen är platt. Havet är nära Morant Bay söderut.  Morant Bay är det största samhället i trakten. 